# کرویت
کرویت (به آلمانی: Kreuth) یک شهر در آلمان است که در بایرن واقع شده‌است.

## خصوصیات
کرویت ۱۲۲٫۲۶ کیلومترمربع مساحت دارد ۷۸۷ متر بالاتر از سطح دریا واقع شده‌است.

## نگارخانه

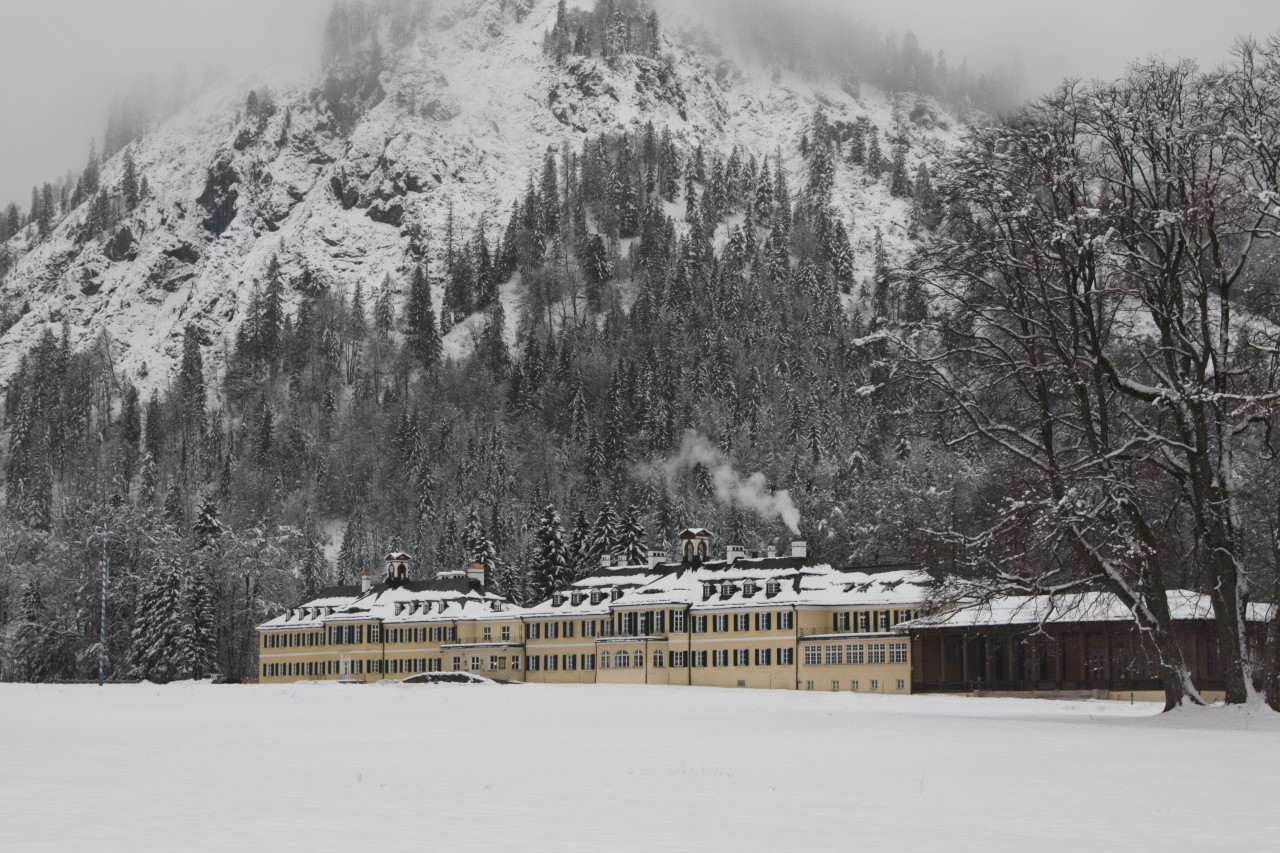